# Efavirenz/emtricitabine/ténofovir

Structures chimiques de l'Efavirenz / Emtricitabine / Ténofovir

L'efavirenz/emtricitabine/ténofovir est la première trithérapie anti-VIH disponible en un seul comprimé quotidien, vendue sous le nom d'Atripla. Il associe trois molécules provenant de laboratoires pharmaceutiques américains : efavirenz (vendu sous le nom de Sustiva par Bristol-Myers Squibb), emtricitabine et fumarate de ténofovir disoproxil (vendus en association sous le nom de Truvada par Gilead Sciences).
Cette triple association en une seule grosse pilule permet de réduire le nombre de comprimés à prendre pour le patient, et entraine par conséquent une meilleure observance du traitement. Par comparaison, lors de leurs débuts en 1995 et 1996, les trithérapies représentaient 25 à 30 comprimés par jour.
Lors de son lancement en France en 2009, une boîte d'efavirenz/emtricitabine/ténofovir, représentant un mois de traitement, coutait 834,30 euros, soit la somme équivalant au prix des deux pilules qu'il remplace, il est actuellement à 745,67 €[réf. nécessaire].
Le traitement doit être initié par des médecins expérimentés dans la prise en charge de l'infection par le virus de l'immunodéficience humaine (VIH).

## Aspect et forme
Comprimé pelliculé rose, oblong, biconvexe, portant l'inscription « 123 » gravée sur une face et aucune inscription sur l'autre face.

## Posologie
Adultes : La dose recommandée d'efavirenz/emtricitabine/ténofovir est d'un comprimé à prendre une fois par jour par voie orale.